# 阿洛伊斯·布魯納
阿洛伊斯·布魯納（Alois Brunner，1912年4月8日—2001年12月），第二次世界大戰期間的奧地利軍官，最高軍銜為親衛隊高級突擊隊領袖的上尉。布魯納對於二次大戰期間的猶太人屠殺，扮演重要的角色，布魯納在被佔領的奧地利、希臘、馬其頓、法國和斯洛伐克等地，負責圍捕和驅逐猶太人，被認為是最終解決方案主導者阿道夫·艾希曼的得力助手。
布魯納負責將超過10萬歐洲猶太人從奧地利、希臘、法國和斯洛伐克，送往東歐的貧民窟和集中營。戰爭開始時，他監督將47,000名奧地利猶太人驅逐到集中營。在希臘，當他駐紮在塞萨洛尼基時，兩個月內就有43,000名猶太人被驅逐出境；隨後，他於1943年6月至1944年8月期間擔任巴黎郊外德朗西集中營的指揮官，在此期間，近24,000名男女老少被送往毒氣室。他的最後一項任務涉及摧毀斯洛伐克的猶太社區。
第二次世界大戰結束後，布倫納幾次逃脫盟軍追捕，並於1954年逃離西德，先前往埃及，然後前往敘利亞，並在那裡直到去世。多年來，他是西蒙·維森塔爾中心、克拉斯菲爾德家族和摩薩德等不同組織多次搜捕、調查和暗殺的目標；1954年，他因反人類罪在法國被缺席判處死刑，後來於2001年缺席改判為無期徒刑。1961和1980年，他兩次因收到郵包炸彈而失去了一隻眼睛和左手手指，據推測是以色列的摩薩德所為。哈菲兹·阿萨德領導下的敘利亞政府曾差點將他引渡到東德，但這一計劃因1989年11月柏林圍牆倒塌而停止。布倫納逃脫了所有抓捕或殺害他的企圖，並且對他的行為毫不悔改。據報道，布倫納在敘利亞長期居住期間，獲得了執政黨阿拉伯復興社會黨的藏匿、豐厚的薪水和保護，以換取他在二戰中使用過的酷刑、審訊技術的建議。
從1990年代開始，持續了二十年，布倫納一直是納粹頭號通緝犯之一。2014年11月，西蒙·維森塔爾中心報告稱，布倫納於2010年在敘利亞去世，他被埋葬在大馬士革的某個地方，但確切死亡日期和地點仍不清楚。隨後，基於2017年調查發現的結果表明，他於2001年12月在敘利亞大馬士革死亡。

## 早年生活
阿洛伊斯·布魯納1912年4月8日出生於奧匈帝國瓦斯鎮（現奧地利布爾根蘭州羅爾布倫），是約瑟夫·布倫納（Joseph Brunner）和安·克魯斯（Ann Kruise）的兒子。他16歲時加入納粹黨，一年後加入衝鋒隊（SA）。 
1933年，布魯納移居德國，加入納粹準軍事組織奧地利軍團；1938年「德奧合併」後，他自願加入黨衛軍，並被分配到維也納的猶太人事務單位工作，並於1939年成為部門主任。1939年3月15日德國佔領捷克後，他成為波希米亞和摩拉維亞保護國猶太人事務的負責人，主要工作是加速捷克猶太人的遷移；隨後，布倫納逐漸成為為阿道夫·艾希曼的得力助手。